# Elisabetha Hevelius

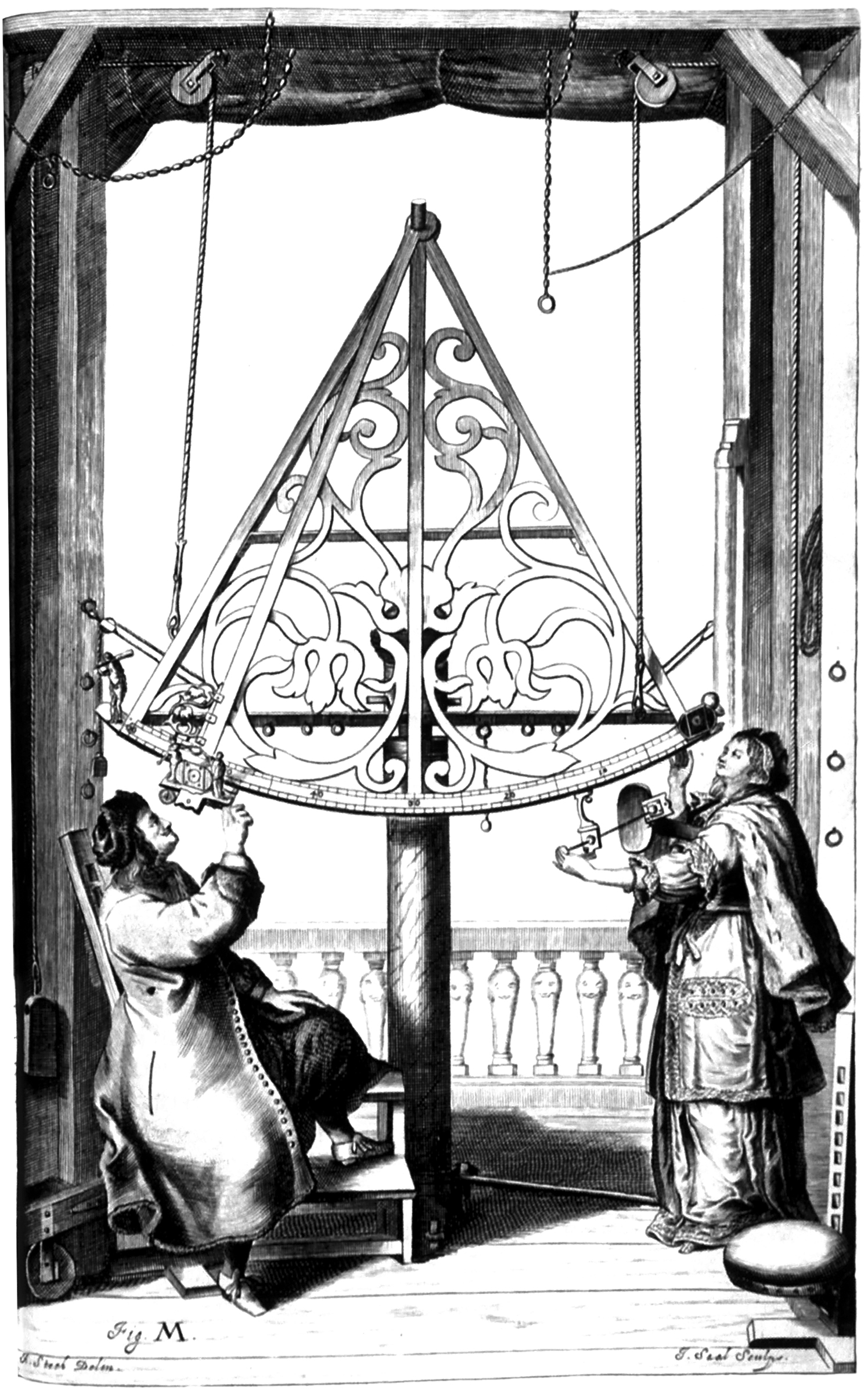
Elisabetha och Johannes Hevelius observerandes vid stora sextanten - en kopia av ett instrument som Tycho Brahe hade utvecklat.

Elisabetha Catherina Koopmann Hevelius (polska: Elżbieta Koopman Heweliusz), född 1647, död 1693, var en polsk-tysk astronom från hansestaden Danzig. Hon var den första kvinna som fick erkännande som astronom och har kallats ”månkartornas moder”.
Det var hennes äktenskap med Johannes Hevelius som gjorde det möjligt för henne att från 1663 ägna sig åt sitt intresse för astronomi genom att bistå sin make inte bara i bryggeriet utan även i hans observatorium. De fick en son som dog vid ett års ålder. De fick även tre döttrar som alla gifte sig och fick egna barn. 
Efter makens död 1687 fullbordade hon och lät publicera Prodromus astronomiae (1690), som är deras gemensamt sammanställda katalog över 1 564 stjärnor med dessas positioner.
Elisabetha avled i december 1693, 46 år gammal, och blev begravd i samma gravkammare som sin man.

## Eftermäle
Nedslagskratern Corpman på planeten Venus och asteroiden 12625 Koopman är uppkallade efter henne.